# ISO 3166-2:GR
ISO 3166-2:GR correspond aux données ISO 3166-2 publiées par l'Organisation internationale de normalisation pour les principales subdivisions de la Grèce.
Les 54 départements – et la région du mont Athos – sont identifiés par le code GR- suivi de deux chiffres (ou d'une lettre et un chiffre). Le premier chiffre (ou la lettre) indique la zone géographique du département :
```
A : 
Attique

0 : 
Grèce-Centrale

1 : 
Péloponnèse

2 : 
Îles Ioniennes

3 : 
Épire

4 : 
Thessalie

5 et 6: 
Macédoine

7 : 
Thrace

8 : 
Mer Égée

9 : 
Crète
```

## Départements
```
GR-A1 
Athènes

GR-A2 
Attique de l'Est

GR-A3 
Attique de l'Ouest

GR-A4 
Le Pirée

GR-01 
Étolie-Acarnanie

GR-03 
Béotie

GR-04 
Eubée

GR-05 
Eurytanie

GR-06 
Phthiotide

GR-07 
Phocide

GR-11 
Argolide

GR-12 
Arcadie

GR-13 
Achaïe

GR-14 
Élide

GR-15 
Corinthie

GR-16 
Laconie

GR-17 
Messénie

GR-21 
Zakynthos

GR-22 
Corfou

GR-23 
Céphalonie

GR-24 
Leucade

GR-31 
Arta

GR-32 
Thesprotie

GR-33 
Ioannina

GR-34 
Préveza

GR-41 
Karditsa

GR-42 
Larissa

GR-43 
Magnesie

GR-44 
Trikala

GR-51 
Grevena

GR-52 
Drama

GR-53 
Imathie

GR-54 
Thessalonique

GR-55 
Kavala

GR-56 
Kastoria

GR-57 
Kilkís

GR-58 
Kozani

GR-59 
Pella

GR-61 
Piérie

GR-62 
Serrès

GR-63 
Flórina

GR-64 
Chalcidique

GR-71 
Évros

GR-72 
Xánthi

GR-73 
Rhodope

GR-81 
Dodécanèse

GR-82 
Cyclades

GR-83 
Lesbos

GR-84 
Samos

GR-85 
Chios

GR-91 
Héraklion

GR-92 
Lassithi

GR-93 
Réthymnon

GR-94 
La Canée
```

## Région autonome
```
GR-69 
Mont Athos
```